# Десети македоно-одрински конгрес
Десетият конгрес на Македоно-одринската организацияа се провежда в София, България, през юли - август 1902 година. В резултат на конгреса организацията се разцепва на две и се появяват два върховни комитета - на генерал Иван Цончев и на Христо Станишев, близък до Вътрешната организация.

## История
Конгресът започва работа на 28 юли 1902 година в салона на „Славянска беседа“. С окръжно е обявен списък на дружествата, които могат да изпратят делегати и така мнозинството от делегатите са привърженици на членовете на Върховния комитет Стоян Михайловски и Иван Цончев. Има обаче и доста опозиционери - привърженици на Борис Сарафов, както и близки до Вътрешната организация- Никола Наумов, Тома Карайовов, Пейо Яворов и други. Цончев разпорежда силна охрана на Славянска беседа, за да се избегнат евентуални сблъсъци. За да е сигурно, че няма делегати от непоканени дружества проверката на пълномощията продължава три дни и половина. След всички касации, цончевистите в окончателния делегатски състав са два пъти повече от опозиционерите.
На 1 август 1902 година конгресът реално започва работата си. Отчетът на Върховния комитет се опитва да обоснове правото на цончевистите да оглавяват освободителната борба, които се опитват да си припишат като заслуга всички положителни неща, а пасивите оставят на Вътрешната организация, която според Цончев е в ръцете на неумели лидери, тласкащи я по погрешен и пагубен път. Втората половина на отчетния доклад – „Парична част“ и „Материална част“, е насочена против сарафистите, обвинени във финансови злоупотреби. На 2 август се провеждат бурни дебати по отчета, изпълнени с взаимни обвинения и скандали. В резултат част от делегатите, разочаровани се оттгелят, а останалите се разделят на два конгреса. 41 делегати, останали в „Славянска беседа“, на 3 август преизбират стария Върховен комитет с председател Михайловски и подпредседател Цончев. На 4 август 47 опозиционни делегати в кръчмата „Дълбок зимник“ избират друг Върховен македоно-одрински комитет с председател Христо Станишев и подпредседател Тома Карайовов. Комитетите започват полемика помежду си, а македоно-одринските дружества в страната избират на кой да се подчиняват и така МОО се разделя.